# Circonscription électorale de Saitama
La circonscription électorale de Saitama (埼玉県選挙区, Saitama-ken senkyo-ku) est une subdivision électorale de la Chambre des conseillers du Japon, représentant la préfecture de Saitama. Huit conseillers y sont élus selon la méthode du vote unique non transférable.

## Conseillers
| Série 1                           | Série 1                           | Série 1                         | Série 1                         | Série 1                       | Série 1                     | Série 1                 | Série 1           | Élection                        | Série 2                          | Série 2                          | Série 2                         | Série 2                         | Série 2 | Série 2 | Série 2 | Série 2 |
| 1er (1947 : 1er, mandat de 6 ans) | 1er (1947 : 1er, mandat de 6 ans) | 2e (1947 : 2e, mandat de 6 ans) | 2e (1947 : 2e, mandat de 6 ans) | 3e                            | 3e                          | 4e                      | 4e                | Élection                        | 1er (1947 : 3e, mandat de 3 ans) | 1er (1947 : 3e, mandat de 3 ans) | 2e (1947 : 4e, mandat de 3 ans) | 2e (1947 : 4e, mandat de 3 ans) | 3e      | 3e      | 4e      | 4e      |
| --------------------------------- | --------------------------------- | ------------------------------- | ------------------------------- | ----------------------------- | --------------------------- | ----------------------- | ----------------- | ------------------------------- | -------------------------------- | -------------------------------- | ------------------------------- | ------------------------------- | ------- | ------- | ------- | ------- |
|                                   | Eizō Kobayashi (ja) (PLJ)         |                                 | Yatarō Hiranuma (ja) (PLJ)      | –                             | –                           | –                       | –                 | 1947                            |                                  | Katsumasa Amada (ja) (PSJ)       |                                 | Kazue Ishikawa (ja) (PD)        | –       | –       | –       | –       |
| 1950                              | Eizō Kobayashi (ja) (PLJ)         | Yoshio Matsunaga (ja) (PSJ)     | Yatarō Hiranuma (ja) (PLJ)      | –                             | –                           | –                       | –                 |                                 | Shōkichi Uehara (ja) (PL)        |                                  |                                 |                                 | –       | –       | –       | –       |
|                                   | Eizō Kobayashi (PL)               | Yoshio Matsunaga (ja) (PSJ)     |                                 | –                             | –                           | –                       | –                 | Katsumasa Amada (PSJ de droite) | Shōkichi Uehara (ja) (PL)        | 1953                             |                                 |                                 | –       | –       | –       | –       |
| ,1955                             | Eizō Kobayashi (PL)               |                                 | Ryūsaku Endō (ja) (Ind.)        | –                             | –                           | –                       | –                 | Katsumasa Amada (PSJ de droite) | Shōkichi Uehara (ja) (PL)        |                                  |                                 |                                 | –       | –       | –       | –       |
| 1956                              | Eizō Kobayashi (PL)               |                                 | Yūichi Ōsawa (ja) (PLD)         | –                             | –                           | –                       | –                 | Katsumasa Amada (PSJ de droite) |                                  | Shōkichi Uehara (PLD)            |                                 |                                 | –       | –       | –       | –       |
|                                   | Eizō Kobayashi (PLD)              |                                 | Yūichi Ōsawa (ja) (PLD)         | –                             | –                           | –                       | –                 | Katsumasa Amada (PSJ)           | 1959                             | Shōkichi Uehara (PLD)            |                                 |                                 | –       | –       | –       | –       |
| ,1960                             | Eizō Kobayashi (PLD)              | Kanzō Ōizumi (ja) (PLD)         |                                 | –                             | –                           | –                       | –                 | Katsumasa Amada (PSJ)           |                                  | Shōkichi Uehara (PLD)            |                                 |                                 | –       | –       | –       | –       |
| 1962                              | Eizō Kobayashi (PLD)              | Shōkichi Uehara (PLD)           |                                 | –                             | –                           | –                       | –                 | Katsumasa Amada (PSJ)           | Hideyuki Seya (ja) (PSJ)         |                                  |                                 |                                 | –       | –       | –       | –       |
|                                   | Katsuji Mori (ja) (PSJ)           | Shōkichi Uehara (PLD)           |                                 | –                             | –                           | –                       | –                 | Yoshihiko Tsuchiya (ja) (PLD)   | Hideyuki Seya (ja) (PSJ)         | 1965                             |                                 |                                 | –       | –       | –       | –       |
| 1968                              | Katsuji Mori (ja) (PSJ)           | Shōkichi Uehara (PLD)           |                                 | –                             | –                           | –                       | –                 | Yoshihiko Tsuchiya (ja) (PLD)   | Hideyuki Seya (ja) (PSJ)         |                                  |                                 |                                 | –       | –       | –       | –       |
|                                   | Yoshihiko Tsuchiya (PLD)          | Shōkichi Uehara (PLD)           |                                 | –                             | –                           | –                       | –                 | Katsuji Mori (PSJ)              | Hideyuki Seya (ja) (PSJ)         | 1971                             |                                 |                                 | –       | –       | –       | –       |
| 1974                              | Yoshihiko Tsuchiya (PLD)          |                                 | Hideyuki Seya (PSJ)             | –                             | –                           | –                       | –                 | Katsuji Mori (PSJ)              |                                  | Shōkichi Uehara (PLD)            |                                 |                                 | –       | –       | –       | –       |
|                                   | Yoshihiko Tsuchiya (PLD)          | Jūrō Morita (ja) (NCL)          | Hideyuki Seya (PSJ)             | –                             | –                           | –                       | –                 | 1977                            |                                  | Shōkichi Uehara (PLD)            |                                 |                                 | –       | –       | –       | –       |
| 1980                              | Yoshihiko Tsuchiya (PLD)          | Jūrō Morita (ja) (NCL)          |                                 | –                             | –                           | –                       | –                 | Ryōkō Nao (ja) (PLD)            |                                  | Hideyuki Seya (PSJ)              |                                 |                                 | –       | –       | –       | –       |
| 1983                              | Yoshihiko Tsuchiya (PLD)          | Jūrō Morita (ja) (NCL)          |                                 | –                             | –                           | –                       | –                 | Ryōkō Nao (ja) (PLD)            |                                  | Hideyuki Seya (PSJ)              |                                 |                                 | –       | –       | –       | –       |
| 1986                              | Yoshihiko Tsuchiya (PLD)          | Jūrō Morita (ja) (NCL)          |                                 | –                             | –                           | –                       | –                 | Hideyuki Seya (PSJ)             |                                  | Ryōkō Nao (PLD)                  |                                 |                                 | –       | –       | –       | –       |
|                                   | Hajime Fukada (ja) (PSJ)          |                                 | Yoshihiko Tsuchiya (Ind.)       | –                             | –                           | –                       | –                 | Hideyuki Seya (PSJ)             | 1989                             | Ryōkō Nao (PLD)                  |                                 |                                 | –       | –       | –       | –       |
| ,1991                             | Hajime Fukada (ja) (PSJ)          | Noriyuki Sekine (ja) (PLD)      | Yoshihiko Tsuchiya (Ind.)       | –                             | –                           | –                       | –                 | Hideyuki Seya (PSJ)             |                                  |                                  |                                 |                                 | –       | –       | –       | –       |
|                                   | Hajime Fukada (ja) (PSJ)          | Taizō Satō (ja) (PLD)           | ,1992                           | –                             | –                           | –                       | –                 |                                 | Noriyuki Sekine (PLD)            |                                  | Hideyuki Seya (PSJ)             |                                 | –       | –       | –       | –       |
|                                   | Hiroshi Takano (ja) (Shinshintō)  | Taizō Satō (ja) (PLD)           |                                 | Sachiyo Abe (ja) (PCJ)        | 1995                        | –                       | –                 |                                 | Noriyuki Sekine (PLD)            |                                  | Hideyuki Seya (PSJ)             |                                 | –       | –       | –       | –       |
| 1998                              | Hiroshi Takano (ja) (Shinshintō)  | Taizō Satō (ja) (PLD)           |                                 | Sachiyo Abe (ja) (PCJ)        | Takujirō Hamada (ja) (Ind.) | –                       | –                 |                                 | Renzō Togashi (ja) (PCJ)         |                                  | Toshio Fujii (ja) (PDJ)         |                                 |         |         | –       | –       |
|                                   | Taizō Satō (PLD)                  |                                 | Hiroshi Takano (Kōmeitō)        |                               | Takujirō Hamada (ja) (Ind.) | –                       | –                 | Ryūji Yamane (ja) (PDJ)         | Renzō Togashi (ja) (PCJ)         | 2001                             | Toshio Fujii (ja) (PDJ)         |                                 |         |         | –       | –       |
| ,2003                             | Taizō Satō (PLD)                  |                                 | Hiroshi Takano (Kōmeitō)        | Masakazu Sekiguchi (ja) (PLD) |                             | –                       | –                 | Ryūji Yamane (ja) (PDJ)         | Renzō Togashi (ja) (PCJ)         |                                  | Toshio Fujii (ja) (PDJ)         |                                 |         |         | –       | –       |
| 2004                              | Taizō Satō (PLD)                  |                                 | Hiroshi Takano (Kōmeitō)        | Chiyako Shimada (ja) (PDJ)    |                             | –                       | –                 | Ryūji Yamane (ja) (PDJ)         | Masakazu Sekiguchi (PLD)         |                                  | Makoto Nishida (ja) (Kōmeitō)   |                                 |         |         | –       | –       |
|                                   | Kuniko Kōda (ja) (PDJ)            |                                 | Toshiharu Furukawa (ja) (PLD)   | Chiyako Shimada (ja) (PDJ)    | 2007                        | –                       | –                 | Ryūji Yamane (ja) (PDJ)         | Masakazu Sekiguchi (PLD)         |                                  | Makoto Nishida (ja) (Kōmeitō)   |                                 |         |         | –       | –       |
| 2010                              | Kuniko Kōda (ja) (PDJ)            |                                 | Toshiharu Furukawa (ja) (PLD)   | Masakazu Sekiguchi (PLD)      |                             | –                       | –                 | Ryūji Yamane (ja) (PDJ)         | Makoto Nishida (Kōmeitō)         |                                  | Motohiro Ōno (ja) (PDJ)         |                                 |         |         | –       | –       |
|                                   | Toshiharu Furukawa (PLD)          |                                 | Katsuo Yakura (ja) (Kōmeitō)    | Masakazu Sekiguchi (PLD)      |                             | –                       | –                 | Kuniko Kōda (Parti de tous)     | Makoto Nishida (Kōmeitō)         | 2013                             | Motohiro Ōno (ja) (PDJ)         |                                 |         |         | –       | –       |
| 2016                              | Toshiharu Furukawa (PLD)          |                                 | Katsuo Yakura (ja) (Kōmeitō)    | Masakazu Sekiguchi (PLD)      | Motohiro Ōno (PDP)          | –                       | –                 | Kuniko Kōda (Parti de tous)     |                                  | Makoto Nishida (Kōmeitō)         |                                 |                                 |         |         | –       | –       |
|                                   | Toshiharu Furukawa (PLD)          | Hiroto Kumagai (ja) (PDC)       |                                 | Masakazu Sekiguchi (PLD)      | Motohiro Ōno (PDP)          | Katsuo Yakura (Kōmeitō) |                   | Gaku Itō (ja) (PCJ)             | 2019                             | Makoto Nishida (Kōmeitō)         |                                 |                                 |         |         | –       | –       |
| ,2019                             | Toshiharu Furukawa (PLD)          | Hiroto Kumagai (ja) (PDC)       |                                 | Masakazu Sekiguchi (PLD)      | Kiyoshi Ueda (Ind.)         | Katsuo Yakura (Kōmeitō) |                   | Gaku Itō (ja) (PCJ)             |                                  | Makoto Nishida (Kōmeitō)         |                                 |                                 |         |         | –       | –       |
| 2022                              | Toshiharu Furukawa (PLD)          | Hiroto Kumagai (ja) (PDC)       |                                 | Masakazu Sekiguchi (PLD)      | Kiyoshi Ueda (Ind.)         | Katsuo Yakura (Kōmeitō) | Mari Takagi (PDC) | Gaku Itō (ja) (PCJ)             |                                  | Makoto Nishida (Kōmeitō)         |                                 |                                 |         |         |         |         |
|                                   | Toshiharu Furukawa (PLD)          | Kumiko Ehara (ja) (PDP)         |                                 | Masakazu Sekiguchi (PLD)      | Kiyoshi Ueda (Ind.)         | Hiroto Kumagai (PDC)    | Mari Takagi (PDC) |                                 | Tsutomu Ōtsu (ja) (Sanseitō)     | Makoto Nishida (Kōmeitō)         | 2025                            |                                 |         |         |         |         |